# Jūratė Kiaupienė
Jūratė Kiaupienė-Kuzmaitė (ur. 23 listopada 1947 w Wilnie) – litewska historyk. Zajmuje się naukowo historią Wielkiego Księstwa Litewskiego.

## Życiorys
W 1969 ukończyła studia na Wydziale Historii Wileńskiego Uniwersytetu Państwowego. W 1984 uzyskała stopień kandydata nauk historycznych. W 2005 obroniła pracę habilitacyjną.
Po ukończeniu studiów podjęła pracę w Instytucie Historycznym Litewskiej SRR (1972–1981 i od 1989). W latach 1981–1989 była wykładowcą Wileńskiego Instytutu Pedagogicznego. Od 1992 zatrudniona na Uniwersytecie Witolda Wielkiego.
Jest członkiem Rady Naukowej „Czasopisma Prawno-Historycznego”.
Postanowieniem Prezydenta RP z dnia 30 czerwca 2009 za wybitne zasługi w rozwijaniu współpracy między Rzecząpospolitą Polską a Republiką Litewską, za propagowanie wiedzy o wspólnym dziedzictwie historycznym narodów tworzących Rzeczpospolitą Obojga Narodów została odznaczona Krzyżem Kawalerskim Orderu Zasługi RP.
Jest żoną Zigmantasa Kiaupy.

## Wybrane publikacje
- Instrukcijos feodalinių valdų administracijai Lietuvoje XVII-XIX a., parenge Zigmantas Kiaupa, Juratė Kiaupienė Vilnius: Lietuvos TSR Mokslų Akademijos 1985.
- Kaimas ir dvaras Žemaitijoje XVI-XVIII a. Monografija, Vilnius: „Mokslas”, 1988.
- Instrukcijos feodalinių valdų administracijai Lietuvoje XVII-XIX a. (wraz z Z. Kiaupą, 1985)
- Šiaulių miesto istorija (iki 1940 m.), Šiauliai 1991
- Lietuvos istorija iki 1795 m. (wraz z Z. Kiaupą i A. Kuncevičiusem, 1995)
- Zigmantas Kiaupa, Jūrate Kiaupiene, Albinas Kuncevičius, Lietuvos istorija iki 1795 metu, Vilnius: „ARLILA” 1998.
- 1385 m. rugpjūčio 14 d. Krevos aktas, sudare Jūrate Kiaupiene, Vilnius: „Žara” 2002.
- Eliasz Pielgrzymowski (Elijas Pilgrimovijus), Didžioji Leono Sapiegos pasiuntinybe i Maskva 1600–1601 m, parenge Jūrate Kiaupiene, Vilnius: Žara 2002.
- „Mes, Lietuva”: Lietuvos Didžiosios Kunigaikštystės bajorija XVI a.: (viešasis ir privatus gyvenimas), Vilnius: Kronta, 2003.
- XVI amžiaus Lietuvos ir Lenkijos politinės kultūros šaltiniai: (1562 metų tekstai), parengė Vilnius: Eugrimas 2008.
- Valentino Saurmano laiškai imperatoriui Ferdinandui I iš Žygimanto Augusto Vilniaus dvaro: (1561–1562 m.), sudarė Darius Antanavičius, Vilija Gerulaitiene, Jurate Kiaupiene, parengė Darius Antanavičius, Vilnius: „Lietuvos pilys” 2009.

## Publikacje w języku polskim
- Andrzej Rachuba, Jūratė Kiaupienė, Zigmantas Kiaupa, Historia Litwy. Dwugłos polsko-litewski, Warszawa: Wydawnictwo DiG 2008.
- Zigmantas Kiaupa, Jūratė Kiaupienė, Albinas Kuncewičius, Historia Litwy. Od czasów najdawniejszych do 1795 roku, tł. na jęz. pol. Piotr Grablunas, Warszawa: Wydawnictwo Naukowe PWN 2007.
- 500-letnia rocznica unii horodelskiej 1413 roku. Między kulturą polityczną a pamięcią historyczną. „Prace Historyczne”, 2014, Numer 141 (2), s. 395–407.